# Paulusiella serraticornis
Paulusiella serraticornis is een keversoort uit de familie Cebrionidae. De wetenschappelijke naam van de soort is voor het eerst geldig gepubliceerd in 1972 door Paulus.